# Responsorium
Een responsorium is een muziekvorm in de kerkmuziek waarbij er een afwisseling is tussen voorzang door een cantor en zang door een koor als antwoord (Latijn: responsum). Het meervoud van responsorium is responsoria.  Het Responsoriale is het liturgisch boek dat de responsoria bevat.
Vooral in het gregoriaans repertoire zijn er veel responsoria te vinden. In het proprium van de mis hebben het Graduale en het Alleluia de vorm van een responsoriaal gezang. Het koor zingt een vers, de voorzanger zingt daarna een psalmvers en ten slotte antwoordt het koor met de herhaling van het eerste vers (repetendum).
Responsoriale zang komt ook elders in de liturgie voor, namelijk in het getijdengebed. De psalmen kunnen afwisselend door een voorzanger en koor worden gezongen. Ook het Magnificat tijdens de vespers kan responsoriaal worden gezongen. In de praktijk betekent dit een afwisseling tussen twee koorhelften. Het Magnificat zelf wordt voorafgegaan door een responsorium en ingeleid met een antifoon. De uitvoeringswijze van onder andere het graduale-gezang Haec Dies is responsoriaal.
Vanaf de vierde eeuw komen verwijzingen naar responsoriale gezangen steeds vaker voor, maar men zag het nog niet als een apart genre. De vroegste gekende verwijzing naar het responsorium als onafhankelijk genre bevindt zich in de Regula Benedicti of kloosterregel van Benedictus van Nursia. Het is een veel gevonden genre dat qua hoeveelheid aan gekende fragmenten enkel door het antifoon overtroffen wordt.